# Brunskinn
Brunskinn (Stereum gausapatum) är en svampart som först beskrevs av Elias Fries, och fick sitt nu gällande namn av Elias Fries 1874. Brunskinn ingår i släktet Stereum och familjen Stereaceae.  Arten är reproducerande i Sverige. Inga underarter finns listade i Catalogue of Life.

## Källor

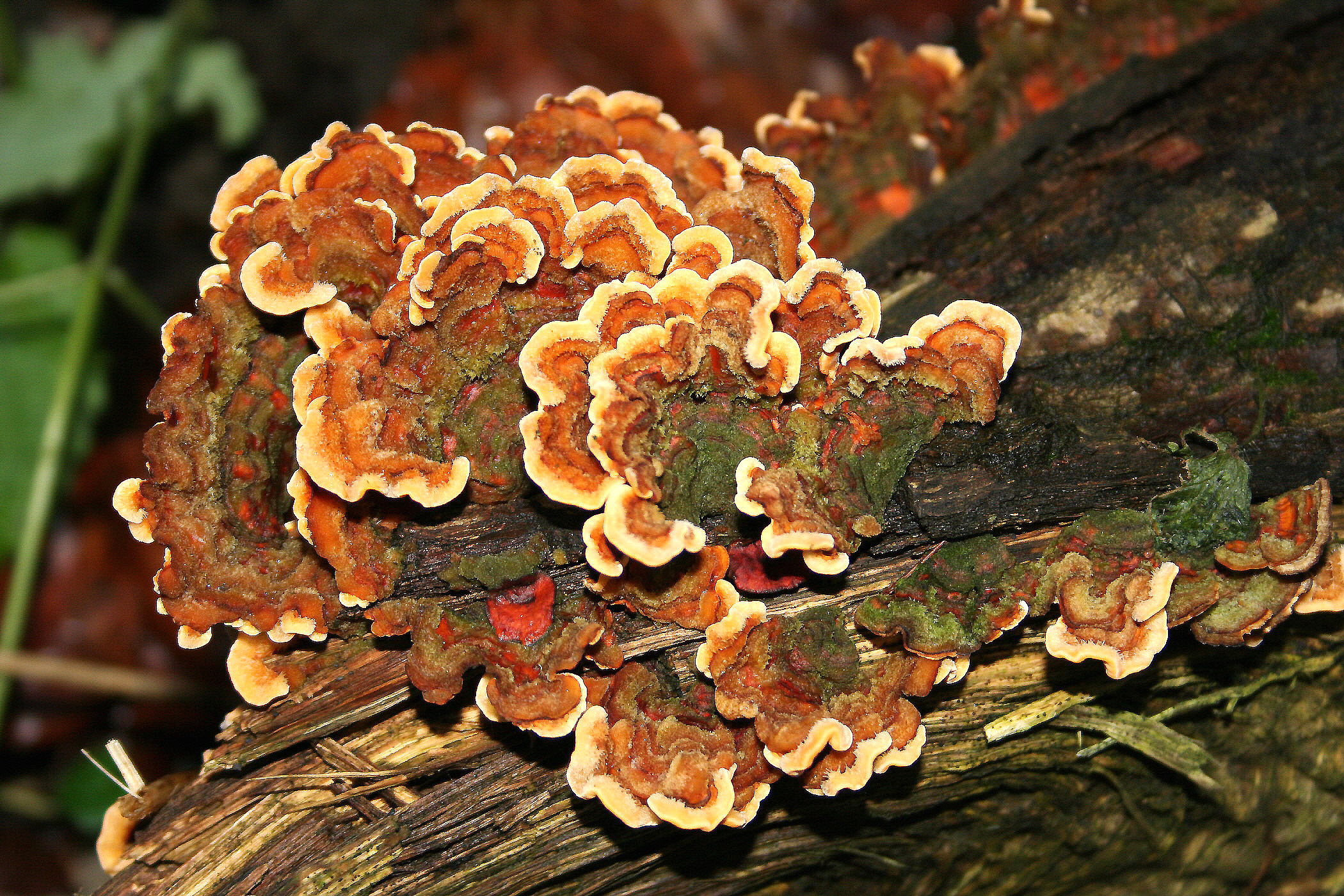
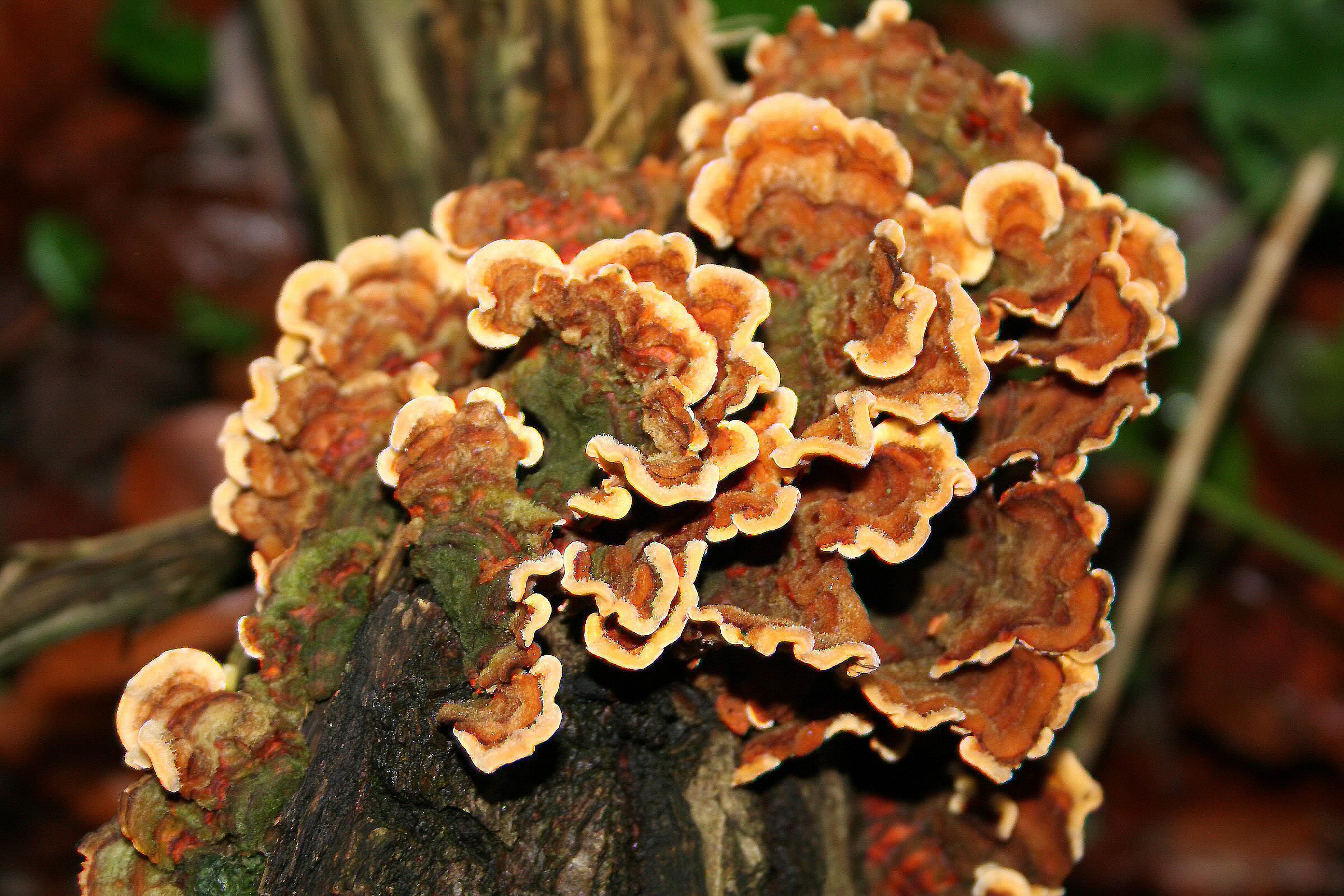